# 托马斯·伯克

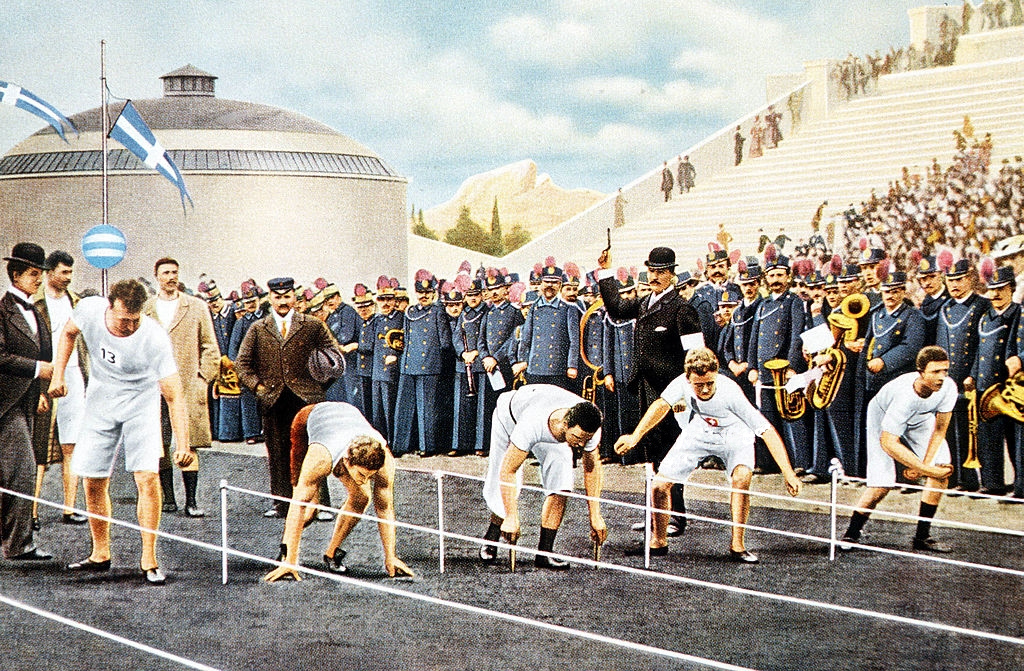
1896年夏季奧林匹克運動會田徑100公尺

托马斯·埃德蒙·“汤姆”·伯克（英語：Thomas Edmund "Tom" Burke，1875年1月15日—1929年2月14日），美国男子田徑运动员。他曾获得1896年夏季奧林匹克運動會田径男子100米和400米金牌。他在退役后成为了一名律师。

## 外部連結
- 托马斯·伯克在国际奥林匹克委员会的资料
- Wallechinsky, David; Loucky, Jaime.  2012. London: Aurum Press. 2012: 43–44, 77. ISBN 978-1-84513-695-6.